# Ordre de Saint-André (Pays-Bas espagnols)
Pour les articles homonymes, voir Ordre de Saint-André (homonymie).
L’Ordre de Saint-André est un ordre de chevalerie, dont la fondation a été décidée par le roi Philippe II d’Espagne en juillet 1570 pour « que les naturels des Pays-Bas qui l'ont bien servi soient convaincus de la volonté qu'il a de les honorer et favoriser, et pour qu'ils voient en même temps que les biens des rebelles sont employés dans l'intérêt du pays » (lettre datée de l’Escurial, 4 juillet 1570).
Le roi accorda aux membres de l’ordre, des fiefs ou commanderies assorties de rentes viagères allant de 3 500 à 600 florins, prises sur les confiscations de guerre. Il avait été primitivement question d'assigner ces revenus à l’Ordre de la Toison d’or, mais le roi avait écarté cette idée sur la recommandation du duc d’Albe, à un moment où cet ordre rencontrait des difficultés. Le choix du nom n’est d’ailleurs pas anodin, car Saint-André était le patron de la maison de Bourgogne et de l'ordre de la Toison d’or.
Bien que les nominations aient été annoncées, et les rentes associées aux commanderies payées aux dignitaires de ce nouvel ordre, le roi ne semble pas y avoir donné d’autre suite, tandis que les statuts de l’Ordre de la Toison d’or furent réformés en 1581.
En raison de ce caractère inachevé, aucun attribut, statut, ni décoration n’est connu pour l’ordre de Saint-André.

## Membres de l’Ordre
Le nombre de membres fut limité aux trente plus fidèles seigneurs du roi d’Espagne dans les troubles qui agitaient alors les Pays-Bas espagnols.
1. Don Fernande de Lannoy (gouverneur d'Artois)
2. Vacant, réservé par le roi d’Espagne
3. Vacant, réservé par le roi d’Espagne
4. Beauvoir (Philippe de Lannoy, seigneur de Beauvoir)
5. La Cressonnière (Jacques de La Cressonnière, gouverneur et capitaine de Gravelines et lieutenant de l'artillerie)
6. Groesbeck (Zegher, seigneur de Groesbeck, lieutenant de la bande du comte d'Arenberg), frère de l’évêque de Liège, Gérard de Groesbeek
7. M. de Quarebbe (Pierre de Quarebbe ou Quaderebbe, chevalier, maire de Louvain, gouverneur et surintendant de Breda et commissaire des montres)
8. M. de Bailleul (Pierre de Bailleul, chevalier, seigneur de Saint-Martin)
9. M. de Helfault
10. M. de Ville (George de Lalaing, seigneur de Ville), frère du comte d'Hoogstraeten
11. au frère (Frédéric, comte Vanden Berghe) du comte Vanden Berghe
12. M. de Ruminghen (Eustache de Croÿ, chevalier, seigneur de Ruminghen, Warnecque, etc.), frère du comte du Rœulx
13. M. de Beaurain (Lancelot de Berlaymont, seigneur de Beaurain), fils de Berlaymont
14. M. de Sepmeries (Robert de Trazegnies, chevalier, seigneur de Sepmeries, Hacquegnies, etc., châtelain d'Ath), frère de M. de Trazegnies
15. M. de Bryas, gouverneur de Marienbourg (Jacques de Bryas, seigneur dudit lieu, gouverneur et capitaine de Marienbourg)
16. au seigneur de la Troullière (Louis de la Troullière, gentilhomme de la bouche du Roi.),
17. au seigneur de Willerval (Adrien d'Oignies, chevalier, seigneur de Willerval.),
18. au seigneur de Grecque (Eustache de Croÿ, seigneur de Grecque, lieutenant de la bande du comte du Rœulx)
19. au seigneur de Gongnies, gouverneur du Quesnoy (Antoine de Gongnies, chevalier, seigneur de Vendegies)
20. au seigneur de Largilla (Charles, seigneur de Largilla), gouverneur de Landrecies
21. au seigneur de Mouscron, souverain bailli de Flandre (Fernande de la Barre, seigneur de Mouscron, gouverneur du château de Courtrai)
22. M. de Licques (Philippe de Recourt, baron de Licques, etc., capitaine d'une compagnie de piétons)
23. M. de Trélon (Louis de Blois, seigneur de Trélon.),
24. M. de Moriamé (Jean de Mérode, baron de Houffalize et de Moriamé, seigneur de Han-sur-Heure.),
25. M. d'Èvre, frère du seigneur de Bailleul (Adrien de Bailleul, seigneur d'Èvre)
26. M. de Bétencourt (Michel d'Esne, seigneur de Bétencourt.)
27. au baron d'Aubigny (Gilles de Lens, baron d'Aubigny, Habarcq, etc.)
28. M. d'Inchy (Bauduin de Gavre, seigneur d'Inchy)
29. M. de Bomy (Frédéric de Wissocq, seigneur de Bomy)
30. M. de Capres (Oudart de Bournonville, vicomte de Barlin, baron dudit lieu et de Houllefort), gendre du Comte d'Egmont